# داوی کورتس دا سیلوا
داوی کورتس دا سیلوا (پرتغالی: Davi Cortes da Silva؛ زادهٔ ۱۹ نوامبر ۱۹۶۳) بازیکن فوتبال اهل برزیل بود.
از باشگاه‌هایی که در آن بازی کرده‌است می‌توان به باشگاه فوتبال فلومیننزه، باشگاه فوتبال سان خوزه، باشگاه فوتبال سانتوس و باشگاه فوتبال توکیو وردی اشاره کرد.